# Дерма

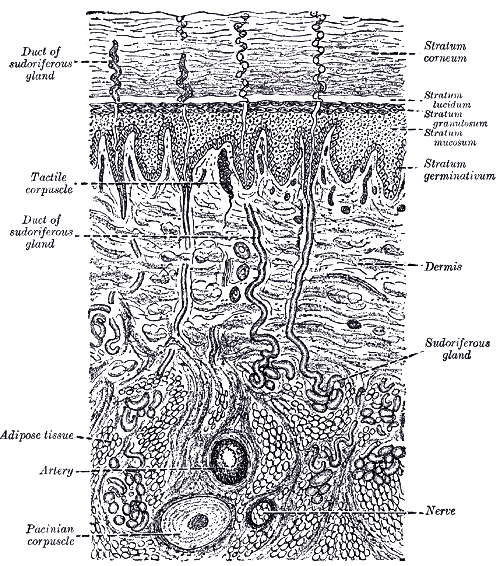
Дерма

Де́рма (лат. dermis, от греч. δέρμα — кожа), ко́риум (лат. corium, от греч. κόριον — кожа), ку́тис — кожа, соединительнотканная часть кожи у позвоночных животных и человека, расположенная между эпидермисом и нижележащими органами, с которыми дерма более или менее подвижно связана посредством подкожной рыхлой соединительной ткани, часто богатой жировыми отложениями.

## Строение дермы
Дерма располагается между подкожной жировой клетчаткой (самый глубокий слой кожи) и эпидермисом (наружным слоем кожи). От эпидермиса её отделяет базальная мембрана. Выполняет преимущественно трофическую и опорную функции, что и определяет обилие волокон и капилляров.

### Сосочковый слой
На срезе представлен группой сосочков, проникающих в эпидермис. Сосочковый слой образован рыхлой волокнистой неоформленной соединительной тканью. Преобладают фибробласты и фиброциты, макрофаги и тучные клетки (тканевые базофилы), Т-лимфоциты. Петли капилляров, заходящие в сосочки, имеют форму шпилек.
Благодаря сосочкам, площадь контакта дермы с эпидермисом значительно увеличивается, что вместе с обилием капилляров способствует его трофике. Большое число макрофагов, тканевых базофилов и других иммунокомпетентных клеток позволяет реализовывать защитную функцию системы иммунитета.
В зависимости от толщины кожи, выраженность сосочкового слоя может варьировать.

### Сетчатый слой
Сетчатый слой образован плотной волокнистой неоформленной соединительной тканью и образует основную часть дермы. Имеет самые мощные коллагеновые волокна, формирующие характерную сеть (вязь) и выполняет, в основном, опорную функцию. Пространство между волокнами заполнено аморфным веществом, синтезируемым отростчатыми фиброцитами. Они связаны с коллагеновыми волокнами интегринами, а с другими фиброцитами с помощью собственных отростков. Повышенная физическая нагрузка стимулирует их к повышенному синтезу межклеточного вещества.

## Гиподерма
Также иногда её называют подкожная жировая клетчатка. Располагается непосредственно под дермой и связана с ней относительно подвижно. Образована жировой тканью с гипертрофированными липоцитами, формирующей жировые дольки. Жировая ткань позволяет гиподерме запасать питательные вещества и воду, а также участвовать в терморегуляции.